# Passo del Pelion
Il passo del Pelion (in inglese Pelion Gap, situato a 1.126 o 1.113 metri di altezza, è il valico situato in Tasmania (Australia) tra la cima del Doris e l'Ossa a sud e il Pelion Est a nord: il passo non è attraversato da una strada asfaltata, ma da un percorso escursionistico, invero molto famoso, noto come Overland Track.
Si tratta di un luogo di sosta popolare per gli appassionati di trekking in quanto è il punto più elevato localizzato tra Pelion Hut e Kia Ora Hut, due rifugi situati lungo la strada, e perché si trova a circa metà strada tra i due. È stata realizzata una grande piattaforma in legno che consente ai visitatori di riposare in loco.
Il passo del Pelion è inoltre il punto di partenza per due salite laterali, quella che conduce al monte Ossa e quella che porta al Pelion Est.

## Galleria d'immagini

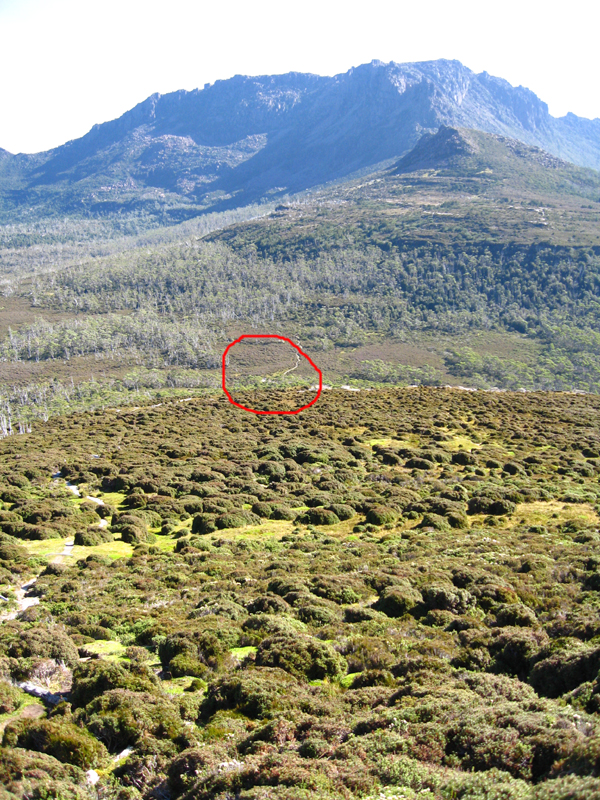
Panorama visibile dal passo del Pelion. In primo piano il monte Doris, sullo sfondo il monte Ossa
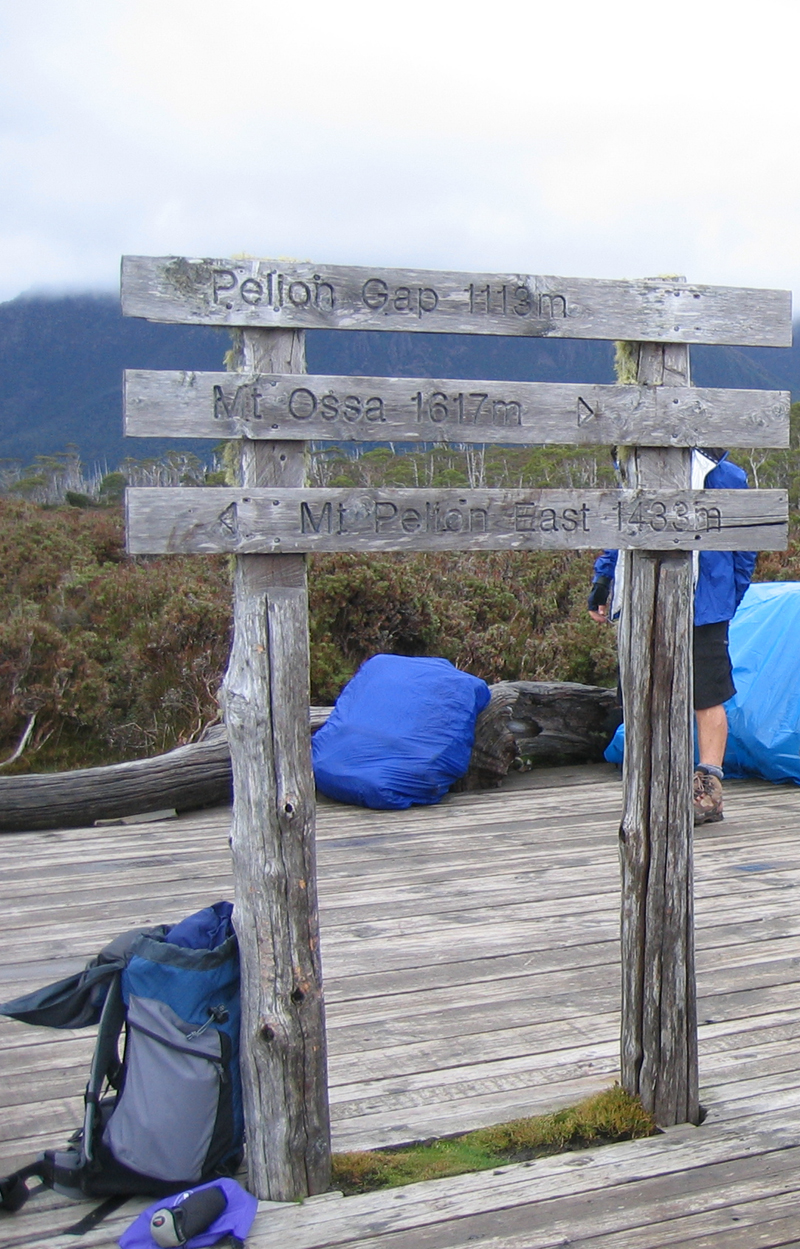
Indicazione posta presso il passo di Pelion
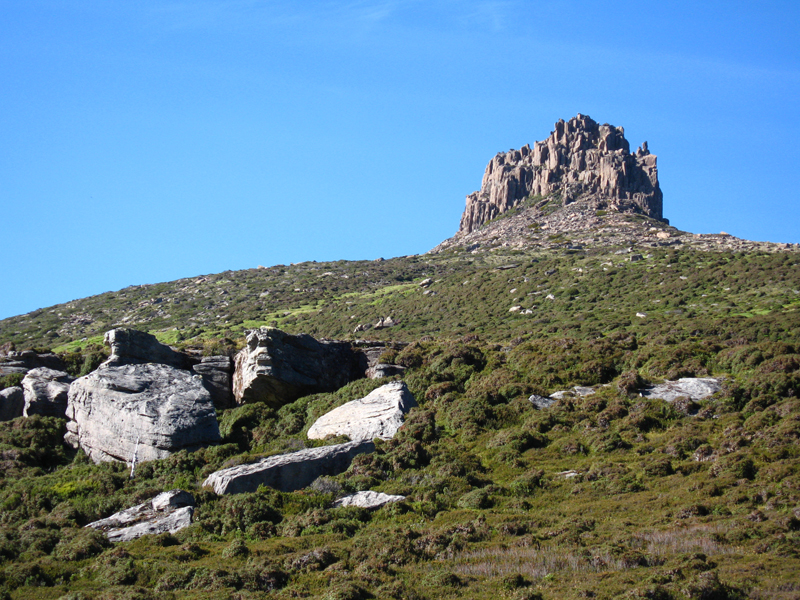
Il Pelion Est visto dalla valle. Il passo si trova immediatamente a ridosso del monte